# Рон Мерсер
Рональд Юджін Мерсер (англ. Ronald Eugene Mercer; нар. 18 травня 1976, Нашвілл, Теннессі) — американський професійний баскетболіст, що грав на позиціях легкого форварда і атакувального захисника за низку команд НБА.

## Ігрова кар'єра
Починав грати в баскетбол у командах шкіл, де навчався. Граючи за школу Академія Оук Гілл (Маут-ов-Вілсон, Вірджинія), вважався найперспективнішим гравцем свого року за версією Боба Гіббонса. На університетському рівні грав за команду Кентакі (1995—1997). У її складі став чемпіоном NCAA 1996 року.
1997 року був обраний у першому раунді драфту НБА під загальним 6-м номером командою «Бостон Селтікс». У Бостоні возз'єднався з партнером по Кентакі Антуаном Вокером та тренером університетської команди Ріком Пітіно, якого напередодні призначили головним у «Селтікс».
1999 року разом з Попаєм Джонсом та Двейном Шинціусом був обміняний до «Денвер Наггетс» на Денні Фортсона, Еріка Вільямса, Еріка Вашингтона та майбутній драфт-пік. 37 матчів сезону зіграв за «Денвер», а решту — за «Орландо Меджик».
2000 року підписав контракт з командою «Чикаго Буллз», за яку він відіграв 2 сезони. У перший рік перебування в Чикаго набирав 19,7 очка за гру, а під час другого року — 16,8 очка за гру.
З 2002 по 2003 рік грав у складі «Індіана Пейсерз», де у нього вже була роль гравця резерву.
2003 року перейшов до «Сан-Антоніо Сперс». Після того як зіграв за них 39 матчів, вони відмовились від його послуг та розірвали контракт.
Останньою ж командою в кар'єрі гравця стала «Нью-Джерсі Нетс», до складу якої він приєднався 2004 року і за яку відіграв один сезон. Перед початком сезону 2005—2006 «Нетс» відмовились від його послуг, щоб уникнути податку на розкіш через перевищення стелі зарплат.